# Henry Goldsmith
Henry Mills Goldsmith (Plympton, Devon, 22 de juliol de 1885 – Fromelles, Nord, 9 de maig de 1915) va ser un remer anglès que va competir a començaments del segle xx. Morí en acció durant la Primera Guerra Mundial.
Nascut a Plympton, estudià al Jesus College de la Universitat de Cambridge. El 1906 i 1907 remà amb Cambridge en la Regata Oxford-Cambridge. El 1908 disputà els Jocs Olímpics de Londres, on guanyà la medalla de bronze en la prova del vuit amb timoner del programa de rem.
Durant la Primera Guerra Mundial fou tinent del Devonshire Regiment. Morí en acció a Fromelles durant la Segona Batalla d'Ieper. El seu cos no fou recuperat i el seu nom fou inscrit al proper Ploegsteert Memorial.